# The Change
Koordinaten: 64° 29′ 23,7″ N, 10° 49′ 4,9″ O

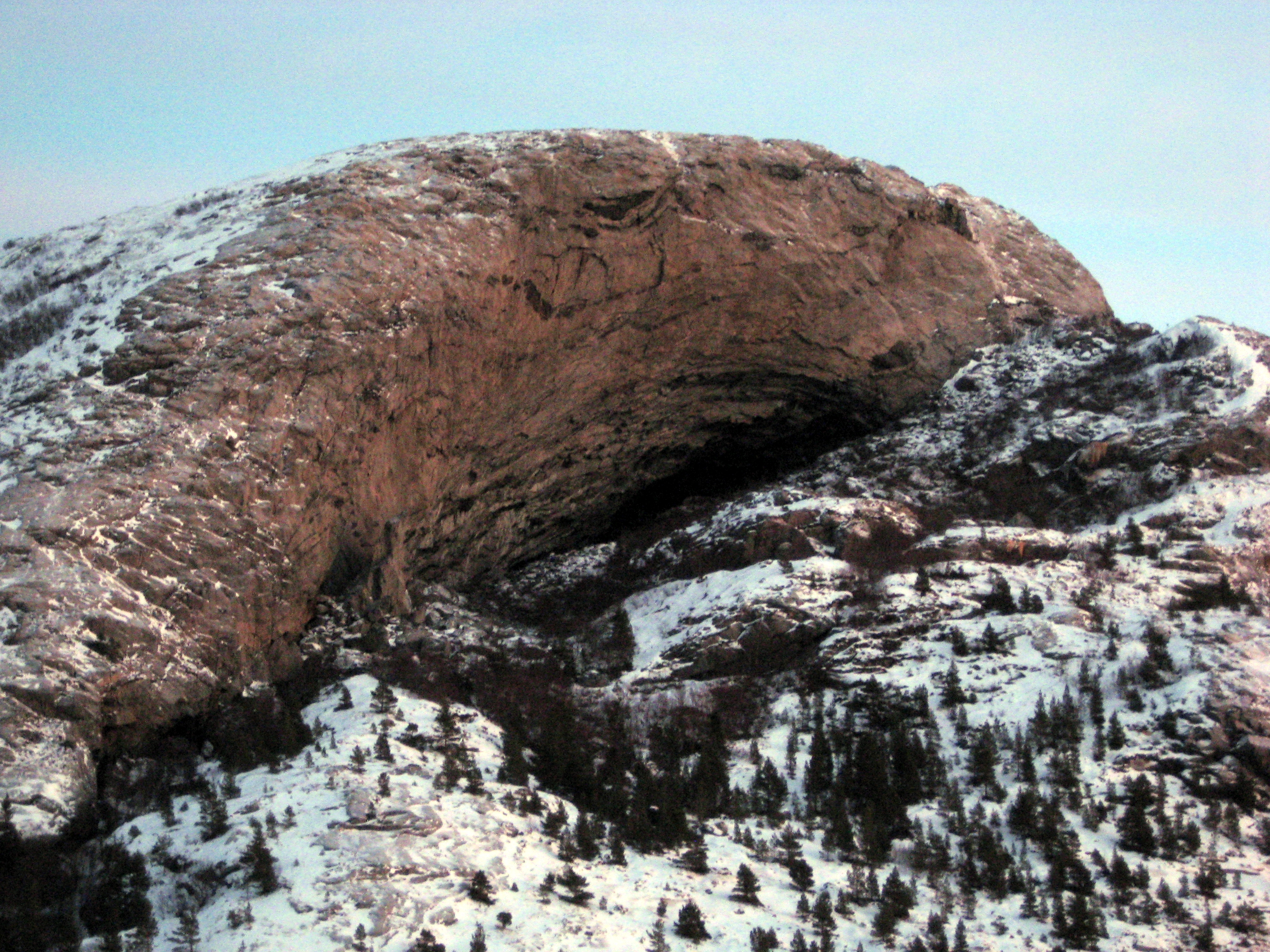
Die Höhle „Hanshelleren“, in der sich die Route befindet.

Die Kletterroute The Change war die weltweit erste Kletterroute im Schwierigkeitsgrad 9b+ (franz.) bzw. XII− (UIAA) oder 5.15c (Sierra).

## Beschreibung
Die etwa 50 Meter lange Route wurde von Adam Ondra im Abri „Hanshelleren“ bei Flatanger  in Norwegen eingerichtet und konnte am 4. Oktober 2012 von ihm erstbegangen werden. Ondra schlug den Grad 9b+ vor, welcher im September 2020 vom Zweitbegeher Stefano Ghisolfi bestätigt wurde. Am 5. August 2022 schaffte es Sébastien Bouin, die Route durchzusteigen. Er schlägt den Grad 9b/+ vor.
Die Route kann in zwei Abschnitte (Seillängen) unterteilt werden, welche Adam Ondra in einem Stück kletterte:
- Die erste Seillänge ist etwa 25 Meter lang, davon hat der erste Teil (20 m) die Schwierigkeit 9a+/b, dann kommt ein No-Hands Rest.
- Die zweite Seillänge (25 m) ist 9a und hat nach Aussage des Erstbegehers zu Beginn eine sechs Meter lange Kraft-Ausdauer-Sequenz, mit weiten Zügen und Heelhooks mit schlechten Leisten. Der Rest der Route soll demnach nicht schwerer als 8b+, aber anstrengend und pumpig sein.[5][6]

In der gleichen Höhle befindet sich die Kletterroute Silence (vorgeschlagene Schwierigkeit 9c), die ebenfalls von Ondra erstbegangen wurde.

## Begehungen
1. 4. Oktober 2012 – Adam Ondra, Tschechien
2. 28. September 2020 – Stefano Ghisolfi, Italien[3]
3. 5. August 2022 – Sébastien Bouin, Frankreich[7]
4. 22. August 2024 – Alexander Megos, Deutschland[8]
5. 29. August 2024 – Jorge Díaz-Rullo, Spanien[9]

## Nachweise
1. ↑  Simon Welebil: Die Grenzen verschieben, auf fm4.orf.at vom 6. November 2014, abgerufen am 5. Februar 2015.
2. ↑  What is free climbing? And other Dawn Wall questions answered, Vallejo Times Herald (Bay Area News Group) vom 14. Januar 2015, abgerufen am 5. Februar 2015 (englisch).
3. 1 2  Stefano Ghisolfi klettert Change (9b+) in Flatanger. In: LACRUX Klettermagazin. 28. September 2020, abgerufen am 13. Oktober 2020.
4. ↑  Seb Bouin auf Instagram: "Norway reflections: Change, Nordic Marathon, Move". Abgerufen am 19. August 2022.
5. ↑  UPDATED: Ondra makes FA of The Change, 9b+! bei www.ukclimbing.com
6. ↑  „Adam Ondra über "The Change" (9b+), die härteste Route der Welt + 9a Flash in der Red River Gorge“ bei www.klettern.de (Memento des Originals vom 5. Februar 2015 im Internet Archive)  Info: Der Archivlink wurde automatisch eingesetzt und noch nicht geprüft. Bitte prüfe Original- und Archivlink gemäß Anleitung und entferne dann diesen Hinweis.
7. ↑  Change 9b+ by Seb Bouin - 8a.nu News (Deutschland). Abgerufen am 8. August 2022.
8. ↑  Alex Megos klettert Change (9b+) in Flatanger. 22. August 2024, abgerufen am 23. August 2024 (deutsch).
9. ↑  Jorge Diaz-Rullo completes Change (9b+). In: 8a.nu. Abgerufen am 4. September 2024.